# Bernard Werber
Bernard Werber, född 18 september 1961 i Toulouse, Frankrike, är en fransk författare. Han började sin bana som vetenskapsjournalist men har sedan början av 1990-talet ägnat sig åt skönlitteratur, filmmanus och teater. Werbers verk kretsar främst kring filosofiska och vetenskapliga frågor.